# Cidade de Westminster
A Cidade de Westminster (em inglês: City of Westminster) é uma cidade da Região de Londres, situada a oeste e contígua da Cidade de Londres (City of London, ou simplesmente The City) e ao norte do rio Tâmisa. Ocupa a maior parte da área central de Londres, incluindo a maior parte do West End.
Em 1965 foram anexados os antigos distritos de St. Marylebone e Paddington, situados mais ao norte; deste modo, a atual Cidade de Westminster cobre uma área muito mais extensa que no passado.

## História

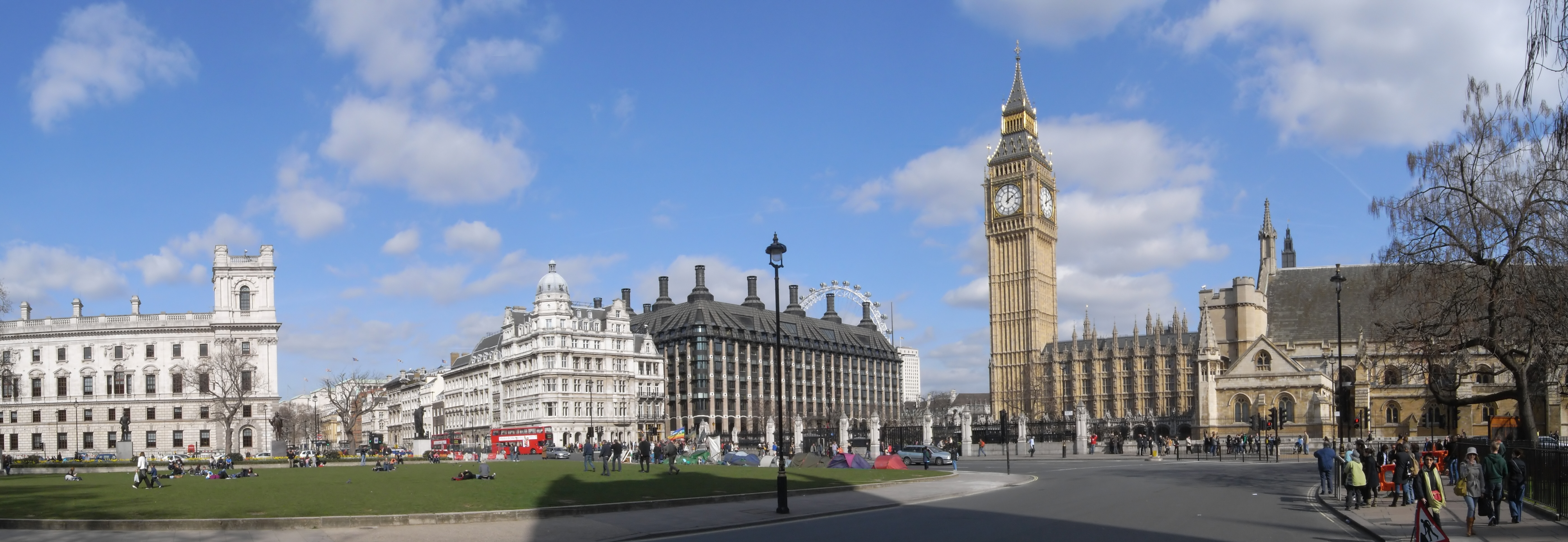
Vista parcial da Cidade de Westminster.

O nome foi usado historicamente para descrever a área em torno da Abadia de Westminster - o West Minster, ou "igreja de mosteiro" em inglês, que emprestou seu nome ao local - que tem sido a sede do governo da Inglaterra por quase mil anos. O nome também é utilizado para a Cidade de Westminster, que inclui uma área geográfica maior.
O núcleo histórico da Cidade de Westminster é a antiga ilha de Thorney, na qual a Abadia foi construída. Esta tornou-se o local tradicional da coroação dos reis ingleses. O vizinho Palácio de Westminster (atualmente as Casas do Parlamento) passou a ser a principal residência real após a conquista normanda da Inglaterra, em 1066 e posteriormente abrigou o incipiente Parlamento e os tribunais do país. Embora mantivesse uma forte presença da Cidade de Londres devido à Torre de Londres, o monarca na verdade não residia ali (um local volátil e insalubre). Londres desenvolveu, portanto, dois pontos focais distintos - um econômico, na Cidade de Londres, e um político e cultural, na Cidade de Westminster, onde se estabelecera a corte real - uma divisão que ainda perdura nos tempos atuais.
Posteriormente, a monarquia mudou-se para outros palácios na cidade e os tribunais, para o "Royal Courts of Justice", próximo à divisa com a Cidade de Londres. A Cidade de Westminster, porém, continua a ser o centro do governo, já que contém o Parlamento e a maioria dos principais ministérios, ao longo da via chamada Whitehall. Assim sendo, o termo "Westminster" passou a ser usado como metonímia para o Parlamento e a comunidade política do Reino Unido em geral. Do mesmo modo, o serviço público britânico (o civil service) é referido como "Whitehall". "Westminster" também é empregado para referir o modelo britânico do sistema parlamentarista, surgido no Reino Unido.
Antes de 1965, a cidade era menor do que na atualidade. Neste ano, os dois distritos anteriores de Paddington e St. Marylebone foram amalgamados na Cidade de Westminster.

## Distritos
A Cidade de Westminster cobre toda ou parte das seguintes áreas de Londres:
- Bayswater
- Belgravia (compartilhada com o borough de Kensington e Chelsea)
- Covent Garden (compartilhada com o borough de Camden)
- Fitzrovia (compartilhada com o borough de Camden)
- Hyde Park
- Knightsbridge (compartilhada com o borough de Kensington and Chelsea)
- Lisson Grove
- Maida Vale
- Mayfair
- Marylebone
- Millbank
- Paddington
- Pimlico
- Queen's Park
- St James's
- St John's Wood
- Soho (incluindo Chinatown
- The Temple (parte dele)
- Theatreland
- Victoria
- Westbourne Green
- West End
- Westminster

## Pontos de interesse
A cidade contém a maior parte do setor chamado West End (extremo oeste), e alberga as principais instalações do governo do Reino Unido, como o Palácio de Westminster, Whitehall, e as Royal Courts of Justice (conhecido também como a Houses of Parliament, sede do Parlamento britânico). O Palácio de Buckingham e a Abadia de Westminster, símbolos da monarquia britânica, se encontram também neste distrito.
Uma boa parte de Londres mais conhecida se situa na Cidade de Westminster. Exemplos são: Charing Cross Road, Chinatown, Covent Garden, Downing Street, National Gallery, Oxford Street, Pall Mall, Piccadilly Circus, Royal Academy, Royal Opera House, Soho, St. James's Palace, St. Martin-in-the-Fields, Tate Britain, Trafalgar Square, Victoria Station.
Grandes parques fazem parte da Cidade de Westminster: Hyde Park, Kensington Gardens, Regent's Park, St. James's Park.
Pontes que fazem parte do distrito inculem: Chelsea Bridge, Cathedral Bridge, Hungerford Bridge, Grosvenor Bridge, Lambeth Bridge, Vauxhall Bridge, Waterloo Bridge e Westminster Bridge.

## Transporte

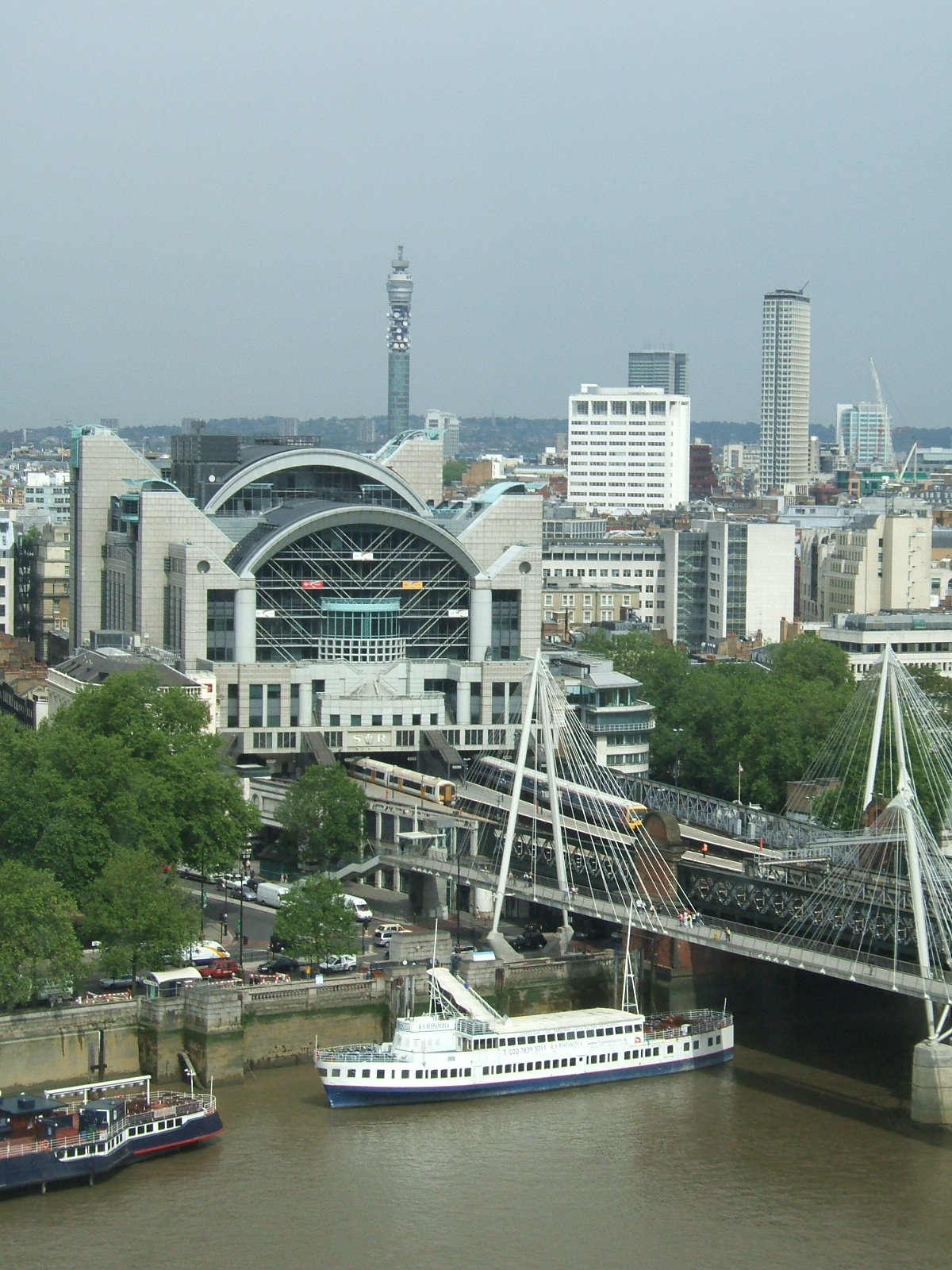
Estação ferroviária de Charing Cross, vista do London Eye.

## Ferroviário
Estações terminais:
- London Charing Cross
- London Marylebone
- London Paddington
- London Victoria

### Metrô
A Cidade de Westminster tem 27 estações de metrô e é servida por 10 das 11 linhas (a exceção é a linha Waterloo & City).

## Educação

### Universidades
- King's College.
- Escola de Negócios de Londres ou London Business School em Regent's Park.
- Escola de Economia de Londres ou London School of Economics em Aldwych.
- Royal Academia de Música ou Royal Academy of Music em Marylebone Road.
- A Universidade de Westminster.